# Bumi
Bumi is een bestuurslaag in het regentschap Surakarta van de provincie Midden-Java, Indonesië. Bumi telt 5189 inwoners (volkstelling 2010).